# Phytonomus
Phytonomus är ett släkte av skalbaggar. Phytonomus ingår i familjen vivlar.

## Dottertaxa tillPhytonomus, i alfabetisk ordning[1]
- Phytonomus adspersiformis
- Phytonomus aegyptiacus
- Phytonomus albicans
- Phytonomus algiricus
- Phytonomus alternans
- Phytonomus alternatus
- Phytonomus ambigena
- Phytonomus anceps
- Phytonomus angusticollis
- Phytonomus apfelbecki
- Phytonomus arcuatus
- Phytonomus armillatus
- Phytonomus arundinis
- Phytonomus aurifluus
- Phytonomus aurolineatus
- Phytonomus austerus
- Phytonomus austriacus
- Phytonomus balteatus
- Phytonomus bipunctatus
- Phytonomus bodoi
- Phytonomus bohemani
- Phytonomus borealis
- Phytonomus brevicollis
- Phytonomus brevipes
- Phytonomus brevirostris
- Phytonomus brunneipennis
- Phytonomus brunnipennis
- Phytonomus caesius
- Phytonomus campestris
- Phytonomus canescens
- Phytonomus carinaerostris
- Phytonomus carinicollis
- Phytonomus carinirostris
- Phytonomus castor
- Phytonomus chlorocomus
- Phytonomus circumvaga
- Phytonomus circumvagus
- Phytonomus comata
- Phytonomus comatus
- Phytonomus comptus
- Phytonomus concinnus
- Phytonomus confusus
- Phytonomus consimilis
- Phytonomus consinnus
- Phytonomus constans
- Phytonomus contaminatus
- Phytonomus cretaceus
- Phytonomus creticus
- Phytonomus crinitus
- Phytonomus cubae
- Phytonomus cumanus
- Phytonomus curtithorax
- Phytonomus curtus
- Phytonomus cyrta
- Phytonomus cyrtus
- Phytonomus dalmatinus
- Phytonomus dapalis
- Phytonomus dauci
- Phytonomus decipiens
- Phytonomus decoratus
- Phytonomus denominandus
- Phytonomus dentatus
- Phytonomus deportata
- Phytonomus deportatus
- Phytonomus depressicollis
- Phytonomus depressidoris
- Phytonomus desertus
- Phytonomus dissimilis
- Phytonomus distigma
- Phytonomus distinctus
- Phytonomus distinguendus
- Phytonomus diversipunctatus
- Phytonomus diversus
- Phytonomus dorsalis
- Phytonomus dorsatus
- Phytonomus dorsiger
- Phytonomus edoughensis
- Phytonomus egregius
- Phytonomus elegans
- Phytonomus elongatus
- Phytonomus eversmanni
- Phytonomus eximius
- Phytonomus externesinuatus
- Phytonomus fallaciosus
- Phytonomus fallax
- Phytonomus farinosus
- Phytonomus fasciculatus
- Phytonomus fasciculosus
- Phytonomus fatuus
- Phytonomus fornicatus
- Phytonomus freyi
- Phytonomus frivaldszkyi
- Phytonomus fulvipes
- Phytonomus fulvolineatus
- Phytonomus fulvonotatus
- Phytonomus fuscata
- Phytonomus fuscatus
- Phytonomus fuscescens
- Phytonomus fuscocinereus
- Phytonomus gebleri
- Phytonomus germari
- Phytonomus gestroi
- Phytonomus gimmerthali
- Phytonomus globosa
- Phytonomus gracilentus
- Phytonomus gracilitarsis
- Phytonomus graeseri
- Phytonomus grandini
- Phytonomus haemorrhoidalis
- Phytonomus hauseri
- Phytonomus heydeni
- Phytonomus hirtus
- Phytonomus hispidulus
- Phytonomus histrio
- Phytonomus horvathi
- Phytonomus hovanus
- Phytonomus hydrolapathi
- Phytonomus ignotus
- Phytonomus immundus
- Phytonomus imparilis
- Phytonomus incitus
- Phytonomus incomptus
- Phytonomus insidiosus
- Phytonomus intermedia
- Phytonomus intermedius
- Phytonomus interruptostriatus
- Phytonomus interruptovittatus
- Phytonomus irregularis
- Phytonomus irroratus
- Phytonomus isabellinus
- Phytonomus japanicus
- Phytonomus jucundus
- Phytonomus julinii
- Phytonomus karamani
- Phytonomus knauthi
- Phytonomus kunzei
- Phytonomus kunzii
- Phytonomus laticollis
- Phytonomus latipennis
- Phytonomus lepidus
- Phytonomus leprieuri
- Phytonomus lethierryi
- Phytonomus libanotidis
- Phytonomus lilliputanus
- Phytonomus lineatus
- Phytonomus lineellus
- Phytonomus longicollis
- Phytonomus lubeculus
- Phytonomus lubenculus
- Phytonomus lunatus
- Phytonomus maculatus
- Phytonomus maculipennis
- Phytonomus mali
- Phytonomus mariei
- Phytonomus maritimus
- Phytonomus melancholicus
- Phytonomus melanocephalus
- Phytonomus melarhynchus
- Phytonomus meles
- Phytonomus miles
- Phytonomus misellus
- Phytonomus mixtus
- Phytonomus mongolicus
- Phytonomus monticolla
- Phytonomus murinus
- Phytonomus mutabilis
- Phytonomus nebulosus
- Phytonomus nigrirostris
- Phytonomus nigropunctatus
- Phytonomus nigrosuturalis
- Phytonomus nigrovelutinus
- Phytonomus obediens
- Phytonomus oblonga
- Phytonomus oblongus
- Phytonomus obovatus
- Phytonomus obscurus
- Phytonomus ochraceus
- Phytonomus olivieri
- Phytonomus ononidis
- Phytonomus opimus
- Phytonomus ornatus
- Phytonomus ovalis
- Phytonomus oxalidis
- Phytonomus oxalis
- Phytonomus pallidus
- Phytonomus palumbarius
- Phytonomus palustris
- Phytonomus pandellei
- Phytonomus parallelogrammus
- Phytonomus parcus
- Phytonomus parvithorax
- Phytonomus pastinacae
- Phytonomus pedestris
- Phytonomus perraudieri
- Phytonomus petrii
- Phytonomus phaeopus
- Phytonomus philanthus
- Phytonomus picicornis
- Phytonomus picipes
- Phytonomus pictus
- Phytonomus plagiatus
- Phytonomus plantaginis
- Phytonomus pollux
- Phytonomus polygoni
- Phytonomus ponticus
- Phytonomus posticus
- Phytonomus poupillieri
- Phytonomus propinquus
- Phytonomus proximus
- Phytonomus pubicollis
- Phytonomus punctatus
- Phytonomus punctella
- Phytonomus punctellus
- Phytonomus pustulatus
- Phytonomus pyrrhodactylus
- Phytonomus quadricollis
- Phytonomus rogenhoferi
- Phytonomus rostratus
- Phytonomus rubrovittatus
- Phytonomus rufipes
- Phytonomus rufus
- Phytonomus rumicis
- Phytonomus salviae
- Phytonomus scapularis
- Phytonomus schuppeli
- Phytonomus schusteri
- Phytonomus scolymi
- Phytonomus sejugatus
- Phytonomus semenowi
- Phytonomus seriatus
- Phytonomus sericeus
- Phytonomus setigerus
- Phytonomus setosus
- Phytonomus sicilianus
- Phytonomus siculus
- Phytonomus signatus
- Phytonomus sinuaticollis
- Phytonomus sinuatus
- Phytonomus socialis
- Phytonomus solymitanus
- Phytonomus somatus
- Phytonomus spissus
- Phytonomus steppensis
- Phytonomus stierlini
- Phytonomus striatus
- Phytonomus strictus
- Phytonomus stupidus
- Phytonomus subcordicollis
- Phytonomus subcostatus
- Phytonomus subdepressus
- Phytonomus sublineata
- Phytonomus sublineatus
- Phytonomus subsulcatus
- Phytonomus subvittatus
- Phytonomus suspiciosus
- Phytonomus suturalis
- Phytonomus taygetanus
- Phytonomus tenuicornis
- Phytonomus tenuirostris
- Phytonomus tessellatus
- Phytonomus theresae
- Phytonomus tibialis
- Phytonomus tigrinus
- Phytonomus transsylvanicus
- Phytonomus triangularis
- Phytonomus tripolitanus
- Phytonomus trivittatus
- Phytonomus turbata
- Phytonomus turbatus
- Phytonomus turcomannus
- Phytonomus turcomanus
- Phytonomus tychioides
- Phytonomus unicolor
- Phytonomus validus
- Phytonomus variabilis
- Phytonomus variegata
- Phytonomus variegatus
- Phytonomus varius
- Phytonomus velutina
- Phytonomus velutinus
- Phytonomus viciae
- Phytonomus viduus
- Phytonomus viennensis
- Phytonomus villosulus
- Phytonomus virescens
- Phytonomus viridis
- Phytonomus vittulatus
- Phytonomus wolffi
- Phytonomus vuillefroyanus
- Phytonomus zarudnyanus
- Phytonomus zebra